# Tyrone Mings
Tyrone Deon Mings (ur. 13 marca 1993 w Bath) – angielski piłkarz pochodzenia barbadoskiego występujący na pozycji obrońcy w angielskim klubie Aston Villa F.C. oraz w reprezentacji Anglii.